# Nifelvind
A Nifelvind a Finntroll finn folk metal együttes hatodik nagylemeze, mely 2010. február 19-én jelent meg a Century Media kiadásában.

## Az album dalai
| #   | Cím                                             | Jelentése                                        | Hossz |
| --- | ----------------------------------------------- | ------------------------------------------------ | ----- |
| 1.  | Blodmarsch (Intro)                              | Vérmenet                                         | 2:11  |
| 2.  | Solsagan                                        | A Nap regéje                                     | 4:31  |
| 3.  | Den frusna munnen                               | Fagyott ajkak                                    | 4:04  |
| 4.  | Ett norrskensdåd                                | Az északi fény tette                             | 3:34  |
| 5.  | I trädens sång                                  | A fák énekében                                   | 3:45  |
| 6.  | Tiden utan tid                                  | Idő nélküli idő                                  | 4:58  |
| 7.  | Galgasång                                       | Akasztófa nóta                                   | 3:44  |
| 8.  | Mot skuggornas värld                            | Úton az Árnyékok Földje felé                     | 4:43  |
| 9.  | Under bergets rot                               | A hegyek lábánál                                 | 3:28  |
| 10. | Fornfamnad                                      | Az ősök megelégedésére                           | 3:42  |
| 11. | Dråp                                            | Mészárlás                                        | 7:00  |
| 12. | Under dvärgens fot (Boxset-version bonus track) | A Törpe lába alatt (Boxset verzió, bónusz lemez) | 3:32  |

## Tagok
- Henri "Trollhorn" Sorvali – billentyűk
- Mikael "Routa" Karlbom – gitár
- Mathias "Vreth" Lillmåns – vokál
- Samu "Beast Dominator" Ruotsalainen – dobok
- Samuli "Skrymer" Ponsimaa – gitár
- Sami "Tundra" Uusitalo – basszusgitár
- Aleksi "Virta" Virta – billentyűk